# دهستان شنگا بجیم
دهستان شنگا بجیم (به لاتین: Shenga Bjime Gewog) یک دهستان در کشور بوتان است که در ناحیهٔ پوناخا واقع شده‌است.